# Liste von Sakralbauten in Viersen
Die Liste von Sakralbauten in Viersen listet gegenwärtige und ehemalige Sakralbauten in der nordrhein-westfälischen Stadt Viersen auf. Zusätzlich werden hier auch Versammlungshäuser und -räume (ö. Ä.) von religiösen Gemeinschaften aus Viersen sowie Trauerhallen auf Friedhöfen aufgeführt, die im engeren Sinne ja keine Sakralbauten sind.

## Liste

### Alt-Viersen
| Abbildung      | Ortsteil    | Zugehörigkeit                                 | Name / Bezeichnung                             | Standort                               | Koordinaten | Bauzeit                     | Beschreibung |
| -------------- | ----------- | --------------------------------------------- | ---------------------------------------------- | -------------------------------------- | ----------- | --------------------------- | --- |
| weitere Bilder | Stadtmitte  | Bahaitum                                      | Bahá'í Viersen                                 | Dülkener Straße 107, 41747 Viersen     |             |                             | [ 1 ] |
| weitere Bilder | Stadtmitte  | Römisch-Katholische Gemeinde                  | St. Remigius Viersen                           | Goetersstraße 8, 41747 Viersen         |             | 8./9. Jh. / 1181 / 1484     | Bereits zu karolingischer Zeit wurde im 8./9. Jh. in Viersen eine Steinkirche errichtet. Es handelte sich dabei um eine fränkische Saalkirche, die um das Jahr 1181 zu einer dreischiffigen romanischen Pfeilerbasilika umgebaut wurde. Ab dem 14. Jahrhundert wurde begonnen, die Kirche zu einer frühgotischen Kirche umzubauen. Der heutige spätgotische Kirchenbau wurde 1484 errichtet. |
| weitere Bilder | Helenabrunn | Römisch-Katholische Gemeinde                  | St. Helena Viersen                             | Heimerstraße 8, 41747 Viersen          |             | 1636 / 1666 / 1843 bis 1852 | Erstmals wird hier eine Kapelle im Jahr 1636 erwähnt, welche 30 Jahre später durch einen größeren Neubau ersetzt wurde. 1800 wurden die beiden Honschaften Heimer und Ummer von St. Remigius abgetrennt und die Kapelle zur Pfarrkirche erhoben. Von 1843 bis 1852 wurde das Gotteshaus nach Plänen von Lüdke errichtet und am 11. Juni 1852 durch den Erzbischof Johann Anton Friedrich Baudri geweiht. |
| weitere Bilder | Rintgen     | Römisch-Katholische Gemeinde                  | Grabeskirche St. Joseph Viersen                | An der Josefskirche 15, 41747 Viersen  |             | 1889 bis 1891 / 2012        | Am 19. März 1889 konnte der erste Spatenstich für ein neues katholisches Gotteshaus im damaligen Ortsteil Rintgen gelegt werden. Die feierliche Weihe wurde am 17. November 1891 (durch den Erzbischof Philipp Krementz) durchgeführt. Nach einer wechselhaften Geschichte mit Bränden, Zerstörungen und Renovierungen wurde die Kirche Mitte des Jahres 2012 zur Grabeskirche umgewandelt. |
| weitere Bilder | Hamm        | Römisch-Katholische Gemeinde                  | St. Marien Viersen                             | Pastor-Grünig-Platz 1, 41748 Viersen   |             | 1951 bis 1955               | Das katholische Gotteshaus konnte in den Jahren 1951 bis 1955 nach den Plänen von Adam Dickmann errichtet werden. |
| weitere Bilder | Rahser      | Römisch-Katholische Gemeinde                  | St. Notburga Viersen                           | Notburgastraße 1, 41748 Viersen        |             | 1929                        | Im Jahr 1909 wurde ein Kirchenbauverein gegründet. 1914 wurde ein Entwurf für einen neoromanischen Kirchneubau (nach Plänen von Josef Kleesattel) erstellt, der aber wegen des Ersten Weltkrieges aufgegeben werden musste. Nach der Wiederbelebung des Kirchenbauvereins konnte am 29. Juni 1928 der Grundstein für ein neues Gotteshaus (nach den Plänen von Paul Sültenfuß und Kuno Seidel) gelegt werden. Die feierliche Einweihung durch den Weihbischof Hermann Joseph Sträter fand am 15. September 1929 statt. In den Folgejahren fanden weitere Umgestaltungen statt.                                                                              |
| weitere Bilder | Bockert     | Römisch-Katholische Gemeinde                  | St. Peter Viersen                              | Pastor-Lennartz-Platz 1 41748 Viersen  |             | 1890 bis 1891               | Der Entwurf für die Kirche St. Peter stammt von dem Haarener Architekten Heinrich van Kann. Den ersten Spatenstich machte am 28. April 1890 Oberpfarrer Stroux, die Einweihung fand am 19. November 1891 (durch den Erzbischof Philipp Krementz) statt. Die Kirche ist als dreischiffige Basilika im neugotischen Stil erbaut. Sie besitzt einen Westturm, ein Querschiff und einen Chor. Der Kirchenraum ist tagsüber hell, denn durch die geschickte Anordnung der Fenster sind auch die Gewölbe lichtdurchflutet. Von Juli 1998 bis Pfingstsonntag im Mai 1999 wurde die Kirche zuletzt renoviert.                                                       |
| weitere Bilder | Rintgen     | Evangelische Landeskirchen-Gemeinde           | Kreuzkirche Viersen                            | Hauptstraße 124, 41747 Viersen         |             | 1718 / 1780 / 1877 bis 1879 | Erste Nachweise über evangelische Christen in Viersen gibt es für das Jahr 1580, nach 1629 wurde hier allmählich eine evangelische Gemeinde gebildet. 1718 wurde ein Predigthaus errichtet, welches (gegen den Widerstand der katholischen Gemeinde) 1780 umgebaut wurde (Glockenturm, Kanzel, Orgel). Im Jahr 1877 konnte dann mit dem Neubau eines Gotteshauses im neugotischen Stil begonnen werden, es konnte am 27. Mai 1879 geweiht werden. Nach zwischenzeitlichen Wiederherstellungsmaßnahmen (aufgrund der beiden Weltkriege) erhielt die Kirche im Jahr 1994 den Namen „Kreuzkirche“ (bisher namenlos).                                           |
| weitere Bilder | Rahser      | Zeugen Jehovas                                | Zeugen Jehovas Viersen                         | Gerberstraße 95, 41748 Viersen         |             |                             | |
| weitere Bilder | Stadtmitte  | Judentum                                      | Betsaal Viersen                                | Rektoratstraße 10, 41747 Viersen       |             | 1860                        | Die ersten jüdischen Mitbürger in Viersen sind im 18. Jahrhundert nachgewiesen, ein eigenes Synagogengebäude besaß die Gemeinde nicht. Gottesdienste wurden in angemieteten Privaträumen abgehalten, bis ca. 1860 ein Haus auf der Rektoratstraße gekauft werden konnte. Im Erdgeschoss konnte eine jüdische Schule, im Obergeschoss ein Betsaal eingerichtet werden. Zwischen 1939 und 1940 wurde der jüdische Grundbesitz enteignet, das Bethaus sowie der Friedhof gingen in städtischen Besitz über. Mitte der 1980er Jahre wurde eine Gedenktafel an dem Gebäude auf der Rektoratstraße angebracht, in dem sich der jüdische Betsaal befand (s. Foto). |
| weitere Bilder | Rahser      | Islam                                         | Türkisch islamische Union Viersen              | Süchtelner Straße 16, 41747 Viersen    |             |                             | |
| weitere Bilder | Stadtmitte  | Friedhofskapelle (Römisch-Katholische Kirche) | Ehem. Friedhofskapelle an St. Remigius Viersen | Dechant-Frenken-Platz 3, 41747 Viersen |             | 1842                        | Die Friedhofs- und Kreuzkapelle wurde 1842 einigermaßen genau in der Achse der Remigiuskirche durch den Maurermeister Johann Schnitzler errichtet. |
| weitere Bilder | Stadtmitte  | Friedhofskapelle (Römisch-Katholische Kirche) | Ehem. katholische Friedhofskapelle Viersen     | Hoserkirchweg 45, 41747 Viersen        |             | 1868                        | Auf dem Friedhof am Löhweg ist die 1868 erbaute (ehemalige) katholische Friedhofskapelle zu finden, die heute als Kolumbarium genutzt wird. |
| weitere Bilder | Stadtmitte  | Friedhofskapelle (Evangelische Landeskirche)  | Ehem. evangelische Friedhofskapelle Viersen    | Hoserkirchweg 45, 41747 Viersen        |             | 1868                        | Auf dem Friedhof am Löhweg ist die 1895 erbaute (ehemalige) evangelische Friedhofskapelle zu finden, die heute als Kolumbarium genutzt wird. |
| weitere Bilder | Stadtmitte  | Städtische Trauerhalle                        | Friedhofshalle Viersen                         | Hoserkirchweg 45, 41747 Viersen        |             |                             | In zentraler Lage auf dem Friedhof am Löhweg steht eine Friedhofshalle, die aus mehreren aneinander liegenden Gebäudeteilen (Totenhalle, Verwaltungsräume, Friedhofsbüro) besteht. |

### Boisheim
| Abbildung      | Ortsteil | Zugehörigkeit                | Name / Bezeichnung | Standort                       | Koordinaten | Bauzeit                     | Beschreibung |
| -------------- | -------- | ---------------------------- | ------------------ | ------------------------------ | ----------- | --------------------------- | --- |
| weitere Bilder | Boisheim | Römisch-Katholische Gemeinde | St. Peter          | An St. Peter 13, 41751 Viersen |             | 1258 bis 1291 / 1487 / 1898 | Der erste urkundliche Nachweis einer Kapelle an diesem Ort ist zwischen 1258 und 1291 zu finden, 1487 wurde das hier stehende Gotteshaus (lt. der Inschrift auf der Nordseite) erbaut. Ein größerer Erweiterungsbau fand (nach den Plänen der Architekten Carl Rüdell und Richard Odenthal) 1898 statt, von 1901 bis 1902 wurde der Innenraum durch Jacob Rensing aus Köln ausgemalt. Nach Beschädigungen während des Zweiten Weltkrieges konnte die Kirche 1952 instand gesetzt werden. In der Folge fanden weitere Umbauten statt, zuletzt wurde 1976 der Außenbau restauriert. |
| weitere Bilder | Boisheim | Römisch-Katholische Kapelle  | St. Lucia Kapelle  | Kapellenstraße, 41751 Viersen  |             | 1629 / 1893                 | In „Verzeichnis der Pfarrgemeinden, Klöster und Kapellen im Distrikt des Christentums zu Süchteln“ wird 1616 als Baujahr der Kapelle St. Lucia genannt, die Jahreszahl über der Tür nennt hier aber 1629. 1893 wurde eine grundlegende Restaurierung durchgeführt. |

### Dülken
| Abbildung      | Ortsteil | Religiöse Gemeinschaft / Typ                            | Zugehörigkeit                                     | Standort                               | Koordinaten | Bauzeit                   | Beschreibung |
| -------------- | -------- | ------------------------------------------------------- | ------------------------------------------------- | -------------------------------------- | ----------- | ------------------------- | --- |
| weitere Bilder | Dülken   | Römisch-Katholische Gemeinde                            | St. Cornelius                                     | Alter Markt, 41751 Viersen             |             | 1279 / 1478 / 1871 / 1908 | Am 3. Dezember 1135 soll der Kölner Erzbischof Bruno II erstmals eine Kirche in Dülken erwähnt haben, der erste urkundliche Nachweis ist aber die Ermahnung der Pfarrangehörigen von Dülken durch Hermann I. (Abtei St. Vitus in Gladbach) aus dem Jahr 1210. Am 14. Oktober 1279 setzt Erzbischof Siegfried von Köln die Niederlegung der Befestigung um den Kirchturm (zugleich Wehr- und Wachturm) durch. Für den 15. Juni 1453 existiert ein Schöffenbrief zum Neubau einer gotischen Kirche (Staffelkirche mit Turm in vier Stockwerken), 1478 konnte das Gotteshaus den Heiligen St. Cornelius und St. Udalricus geweiht werden. 1593 stürzt das Glockengewölbe ein, ein Brand am 19. Juni 1723 vernichtet die Kirche (und 40 Häuser). Im Jahr 1729 wird die Kirche als dreischiffige Stufenhalle zu vier Jochen mit Kreuzgratgewölben auf Rundpfeilern, 2 Chorjochen und 3/8-Schluss wiederhergestellt. Nach der Zerstörung des Turmhelms am 22. Februar 1799 (der am 1. Juni 1827 wiederhergestellt werden konnte) wird am 16. Juni 1871 der Grundstein für den dritten Kirchenbau (nach Plänen des Architekten Heinrich Wiethase) gelegt. Der erste Bauabschnitt (Chor, Querschiff, zwei östliche Joche) kann am 8. Juni 1874 fertig gestellt und geweiht werden. Der zweite Bauabschnitt wurde durch Wiethases Neffe Heinrich Renard am 6. Oktober 1903 begonnen. Die Bauarbeiten konnten im Jahr 1908 fertig gestellt werden. Nach dem Zweiten Weltkrieg fanden mehrere Restaurierungen statt. |
| weitere Bilder | Busch    | Römisch-Katholische Gemeinde                            | St. Ulrich                                        | An St. Ulrich, 41751 Viersen           |             | 1967                      | Nachdem Anfang der 1960er Jahre der Süden von Dülken immer mehr besiedelt wurde, kam das Bedürfnis nach einer weiteren katholischen Kirche auf. Hierzu wurde am 1. Juni 1962 ein Kirchenbauverein gegründet. Am 12. März 1967 konnte dann das (nach den Plänen des Mönchengladbacher Architekturbüros Willy Decker erbaute) Gotteshaus feierlich geweiht werden. |
| weitere Bilder | Dülken   | Römisch-Katholische Gemeinde                            | Herz Jesu                                         | Kreyenbergstraße 2a, 41751 Viersen     |             |                           | Der Seelsorgebezirk „Dülken-Nord“ wurde im Jahr 1927 von der Hauptpfarre St. Cornelius abgetrennt, als Basis für Gotteshaus konnte eine Lagerhalle erworben werden. Nach dem Umbau konnte die Notkirche 13. Dezember 1931 benediziert werden. Das Gebäude wurde am 24. Februar 1945 bei einem Bombenangriff zerstört, der Neubau (nach den Plänen von Karl Schlüter) konnte am 31. Oktober 1954 geweiht werden. |
| weitere Bilder | Dülken   | Römisch-Katholische Gemeinde                            | Ehem. Kreuzherrenkloster Dülken / Marienkapelle   | Kreuzherrenstraße 29–49, 41751 Viersen |             | 1407 / 1491               | Schon im Jahr 1407 wird lt. der Chronik von Dr. Hugo Doergens in Dülken ein Gasthaus mit angeschlossener Kapelle erwähnt, welches u. a. dem Hl. Sebastian gewidmet war. Weitere Urkunden aus den Jahren 1452 und 1465 bestätigen, dass hier eine Kapelle existiert (sie wurde in den Jahren 1591 und 1592 restauriert). Am 4. Juli 1479 erteilte Wilhelm von Bocholz (Pastor der Pfarrkirche zu Dülken) die Erlaubnis zur Errichtung eines Kreuzherrenklosters in seiner Pfarrei. Nach der Schenkung von Grundstücken konnte am 28. September 1491 die neue Kirche der Dülkener Kreuzherren durch den Weihbischof Johann Spender geweiht werden, sie wurde (auch) dem Hl. Sebastian gewidmet. Nach den Statuten des Ordens der Kreuzherren sollten ihre Kirchen und Klöster jedoch dem heiligen Kreuz geweiht werden, bei der Übernahme eines bestehenden Sakralgebäudes wurde hier aber das Patronat beibehalten. Am 9. Februar 1802 wurde das Kreuzherrenkloster in Dülken aufgehoben. In den Folgejahren wurden die Gebäude für Verwaltungs- und Schulzwecke (Kreuzherrenschule) genutzt. Nach einem Leerstand von mehreren Jahren entstanden hier ab 2017 Wohn- und Gewerberäume. Die ehemalige Marienkapelle im Klostergarten ist auf dem Grundstück des Hauses Kreuzherrenstraße 29 zu finden, weiterhin existiert entlang des Ostwalls und einem Teil der Hospitalstraße die alte Klostermauer des Kreuzherrenklosters.                                                                            |
| weitere Bilder | Dülken   | Evangelische Landeskirchen-Gemeinde                     | Christuskirche                                    | Martin-Luther-Straße 2, 41751 Viersen  |             | 1854                      | Die erste Erwähnung eines evangelischen Pastors geht auf das Jahr 1609 zurück, Gottesdienste fanden u. a. in einem Fabrikraum am Domhof statt. 1854 konnte dann der Grundstein für ein evangelisches Gotteshaus an der heutigen Martin-Luther-Straße gelegt werden, 1857 konnte die feierliche Einweihung gefeiert werden. Da die evangelische Gemeinde in Dülken nach dem Zweiten Weltkrieg stetig wuchs, war es erforderlich, ein neues Gotteshaus direkt in der Nachbarschaft zu errichten (1966). Da die notwendige Renovierung der (neuen) Zeltkirche nicht von der Gemeinde getragen werden konnte, entschied man sich, das alte Gotteshaus zu sanieren und die (neue) Zeltkirche abzureißen. Im Oktober 2018 zogen die Gemeindemitglieder von der Neuen Christuskirche in die (alte) Christuskirche, das Gotteshaus wurde geweiht. |
| weitere Bilder | Dülken   | Evangelische Landeskirchen-Gemeinde                     | Neue Christuskirche                               | Martin-Luther-Straße 2, 41751 Viersen  |             | 1966                      | Da die evangelische Gemeinde in Dülken nach dem Zweiten Weltkrieg stetig wuchs, war es erforderlich, hier ein neues Gotteshaus zu errichten. Am 23. Oktober 1966 konnte die Neue Christuskirche, welche im Jahr 1966 als Zeltkirche direkt neben der (alten) Christuskirche errichtet wurde, geweiht werden. Das neue Gebäude war durch ein Foyer mit der alten Kirche verbunden. Nachdem die notwendige Renovierung von der Gemeinde nicht finanziert werden konnte, entschloss man sich, die Zeltkirche abzureißen und die (alte) Christuskirche zu sanieren. Die Neue Christuskirche wurde am 3. Februar 2020 entwidmet, der Abriss begann einen Monat später. |
| weitere Bilder | Dülken   | Neuapostolische Kirche                                  | Neuapostolische Kirche Dülken                     | Eintrachtstraße 54, 41751 Viersen      |             | 1971                      | Im Jahr 1971 wurde die Gemeinde in Dülken gegründet, das Gotteshaus an der Eintrachtstraße konnte am 9. Februar 1971 feierlich geweiht werden. |
| weitere Bilder | Dülken   | Evangelisch-Freikirchliche Gemeinde (Baptistengemeinde) | Evangelisch freikirchliche Gemeinde im Paulussaal | Dammstraße 45, 41751 Viersen           |             |                           | [ 38 ] |
| weitere Bilder | Dülken   | Städtische Trauerhalle                                  | Ehem. Friedhofshalle Dülken                       | Arnoldstraße 48, 41751 Viersen         |             | 1873 bis 1876             | Auf dem Ende 1873 neu angelegtem dritten Friedhof in Dülken wurde 1976 (lt. der Inschrift über dem Portal) eine Leichenhalle mit Totengräberwohnung erbaut. |

### Süchteln
| Abbildung      | Ortsteil     | Zugehörigkeit                       | Name / Bezeichnung               | Standort                                     | Koordinaten | Bauzeit                                  | Beschreibung |
| -------------- | ------------ | ----------------------------------- | -------------------------------- | -------------------------------------------- | ----------- | ---------------------------------------- | --- |
| weitere Bilder | Alt-Süchteln | Römisch-Katholische Gemeinde        | St. Clemens                      | Hochstraße 8, 41749 Viersen                  |             | 2. Hälfte 15. Jh. / 1612 / 1856 bis 1858 | Bereits in karolingischer Zeit soll es an dieser Stelle eine christliche Kultstätte gegeben haben. Nachweislich wurde die Pfarre im Jahr 1246 durch den Erzbischof Konrad von Hochstaden inkorporiert, schon 1220 wird aber schon ein Pfarrer erwähnt. Die ursprüngliche bauliche Substanz ist nicht mehr vorhanden, ein Neubau entstand in der zweiten Hälfte des 15. Jahrhunderts. Am 22. März 1855 konnte der Grundstein zur Erweiterung des Neubaus (nach den Plänen von Vincenz Statz) gelegt werden, die Fertigstellung erfolgte am 21. April 1858. |
| weitere Bilder | Vorst        | Römisch-Katholische Gemeinde        | St. Franziskus                   | Grefrather Str. 183, 41749 Viersen           |             | 1951 bis 1954                            | Bereits im Jahr 1929 wird eine Notkirche (ein umgebauter Saal der Gaststätte Hermanns) im Ortsteil Vorst erwähnt. Nach Gründung eines Kirchenbauvereins im Jahr 1951 konnte im gleichen Jahr an Stelle einer Marienkapelle mit dem Bau des neuen Gotteshauses (nach den Plänen von Hans Rompelberg) begonnen werden. Die feierliche Einweihung konnte am 30. Mai 1954 gefeiert werden. |
| weitere Bilder | Dornbusch    | Römisch-Katholische Gemeinde        | St. Maria Hilfe der Christen     | Barionstraße 14, 41749 Viersen               |             | 1855 bis 1857 / 1903 bis 1909            | An dieser Stelle wurde in den Jahren 1855 bis 1857 eine Kapelle (nach den Plänen von Vincenz Statz) errichtet, sie konnte am 1. Dezember 1857 benefiziert werden. In den Jahren 1903 bis 1909 wurde das Gebäude zur Kirche erweitert. |
| weitere Bilder | Alt-Süchteln | Römisch-Katholische Kapelle         | Irmgardiskapelle                 | Süchtelner Höhen / Äquatorweg, 41749 Viersen |             | 1498 / 1664                              | Bereits 1498 stand an dieser Stelle ein kleines Gotteshaus, es wurde 1589 vollständig zerstört. 1664 wurde an dieser Stelle die heutige Kapelle zu Ehren der Schutzheiligen Irmgard von Süchteln erbaut. Als Erbauer gilt der Abt des Benediktinerklosters St. Pantaleon in Köln, der 1681 zusätzlich einen Altar stiftete. |
| weitere Bilder | Alt-Süchteln | Evangelische Landeskirchen-Gemeinde | Evangelische Kirche              | Hindenburgstraße 3, 41749 Viersen            |             | 1669 / 1681 bis 1722                     | Schon im Jahr 1566 wurde die neue Lehre in Süchteln verkündet, 1568 wird die Süchtelner Gemeinde dann auf dem Weseler Konvent erwähnt. 1608 wurde der Gemeinde ein eigener Friedhof und einer eigenen Schule gestattet, erste Gottesdienste mit einem eigenen Pfarrer finden Mitte 1609 in einem Haus auf der Hochstraße statt. 1644 kann die Gemeinde ein Grundstück erwerben, am 20. Mai 1669 findet die Grundsteinlegung für das Predigthaus statt. Die Kirche wird mit davor liegendem Pfarr- und Schulhaus errichtet, der erste Gottesdienst konnte am 1. September 1669 gefeiert werden. In den Jahren 1681 bis 1722 fanden größere Umbauten statt, zuletzt wurde in den Jahren 1967 bis 1968 der Innenraum der Kirche neu ausgestaltet. |
| weitere Bilder | Alt-Süchteln | Evangelische Landeskirchen-Gemeinde | Johanniskirche                   | Johannisstraße 88, 41749 Viersen             |             | 1904 bis 1906                            | In den Jahren 1904 bis 1906 entstand auf dem Gelände der heutigen LVR-Klinik Viersen die Johanniskirche. Am 7. April 1907 konnte der erste Gottesdienst gefeiert werden, um 1986 wurde der Innenraum umgestaltet. Das Gotteshaus beinhaltet u. a. ein Kruzifix von Hans Franke und Kirchenfenster von Ernst Otto Köpke. |
| weitere Bilder | Alt-Süchteln | Ökumenische Bewegung                | Kirche Orthop. Kinderheilanstalt | Horionstraße 2, 41749 Viersen                |             | 1927                                     | Im Rahmen der Erweiterungen der „Provinzial-Krüppelanstalt“ wurde im Jahr 1927 eine katholische Anstaltskirche mit integriertem evangelischen Betsaal errichtet. In den 1950er/1960er Jahren fanden Umbauten im Innenraum statt. |
| weitere Bilder | Alt-Süchteln | Judentum                            | Synagoge Süchteln                | Hindenburgstraße 3, 41749 Viersen            |             | 1810                                     | Erstmals im Jahr 1810 wird die Synagoge Süchteln im Urkataster genannt, es soll sich aber um einen Gebetsraum in der ersten Etage eines Wohnhauses direkt neben der Evangelischen Kirche in Süchteln gehandelt haben. In der Pogromnacht am 9. November 1938 wurde nur der Gebetsraum in der ersten Etage zerstört, da im Erdgeschoss ein Friseursalon von einer nicht-jüdischen betrieben wurde. 1970 wurde das Haus abgerissen und durch einen Neubau ersetzt. Im Jahr 1985 wurde eine Gedenktafel am Neubau angebracht, die an die ehemalige Synagoge erinnert. |
| weitere Bilder | Alt-Süchteln | Städtische Trauerhalle              | Friedhofshalle Süchteln          | Bergstraße 91, 41749 Viersen                 |             |                                          | |